# Franco Fiorita
Francesco Fiorita, detto Franco (Soverato, 11 settembre 1938 – Catanzaro, 4 febbraio 2001), è stato un politico italiano.

## Biografia
Nato a Soverato nel 1938, ha svolto la professione di insegnante e poi preside negli istituti superiori di Catanzaro. Storico esponente della Democrazia Cristiana del capoluogo calabro, fu a lungo consigliere comunale e segretario provinciale del partito.
Nell'aprile 1993 venne eletto sindaco di Catanzaro: fu l'ultimo sindaco democristiano, forza politica che aveva governato ininterrottamente la città dal 1946. Il partito fu però coinvolto nelle inchieste di "mani pulite" e con il consiglio comunale decimato dovette rassegnare le dimissioni e venne sostituito alla guida dell'amministrazione dal repubblicano Antonio Bevacqua. A Fiorita si deve l'appalto per la realizzazione del nuovo lungomare di Catanzaro.
È padre di Nicola, giurista, professore universitario e sindaco di Catanzaro dal 2022.